# Quốc Oai (huyện)
Quốc Oai là một huyện ngoại thành nằm ở phía tây thủ đô Hà Nội, Việt Nam.

## Địa lý
Huyện Quốc Oai nằm ở phía tây ngoại thành của thủ đô Hà Nội, nằm cách trung tâm thành phố khoảng 20 km, có vị trí địa lý:
- Phía đông giáp quận Hà Đông và huyện Hoài Đức (ranh giới là sông Đáy)
- Phía tây giáp huyện Lương Sơn, tỉnh Hòa Bình
- Phía nam giáp huyện Chương Mỹ và huyện Lương Sơn, tỉnh Hòa Bình
- Phía bắc giáp huyện Thạch Thất và huyện Phúc Thọ.

Dân số năm 2009 là 188.000 người. 2,8% dân số theo đạo Thiên Chúa.
Quốc Oai là một huyện nằm trong vùng chuyển tiếp giữa miền núi và đồng bằng, có hai tuyến giao thông trọng yếu chạy qua là đường Láng - Hòa Lạc và đường Hồ Chí Minh nên có nhiều lợi thế phát triển đô thị và công nghiệp.

## Lịch sử
Sau khi lên ngôi, vua Lý Thái Tổ chia cả nước làm 12 lộ, trong đó có lộ Quốc Oai.
Năm 1397, Hồ Quý Ly cho đổi tên Quốc Oai thành trấn Quảng Oai.
Thời thuộc Minh, tên Quốc Oai đổi gọi là Oai Man.
Sau khi lên ngôi, vua Lê Thái Tổ chia cả nước làm 5 đạo, trong đó đạo Tây có các lộ Quốc Oai Thượng, Quốc Oai Trung và Quốc Oai Hạ.
Năm 1466, vua Lê Thánh Tông chia cả nước làm 12 thừa tuyên, trong đó có thừa tuyên Quốc Oai.
Năm 1469, đổi thừa tuyên Quốc Oai thành thừa tuyên Sơn Tây và bên dưới có phủ Quốc Oai. Dưới phủ gồm các huyện Đan Phượng, Từ Liêm, Thạch Thất, Yên Sơn, Phúc Lộc (sau là Phúc Thọ).
Năm 1831, tách huyện Từ Liêm về Tỉnh Hà Nội dưới thời nhà Nguyễn.
Năm 1888, sau khi tách huyện Đan Phượng về phủ Hoài Đức thuộc tỉnh Hà Đông mới lập, phủ Quốc Oai chuyển thành huyện Quốc Oai thuộc tỉnh Sơn Tây.
Từ năm 1965 thuộc tỉnh Hà Tây.
Ngày 27 tháng 12 năm 1975 thuộc tỉnh Hà Sơn Bình, gồm 23 xã: Cấn Hữu, Cộng Hòa, Đại Thành, Đồng Quang, Đông Yên, Hiệp Thuận, Hòa Thạch, Hoàng Ngô, Liên Hiệp, Liệp Tuyết, Nghĩa Hương, Ngọc Liệp, Ngọc Mỹ, Phú Cát, Phú Mãn, Phượng Cách, Sài Sơn, Tam Hiệp, Tân Hòa, Tân Phú, Thạch Thán, Tuyết Nghĩa, Yên Sơn.
Ngày 29 tháng 12 năm 1978, 7 xã của huyện Quốc Oai là Tam Hiệp, Liên Hiệp, Hiệp Thuận, Cộng Hòa, Tân Hòa, Tân Phú và Đại Thành nhập vào thủ đô Hà Nội, trong đó 4 xã (Cộng Hòa, Tân Hòa, Tân Phú, Đại Thành) nhập vào huyện Hoài Đức, 3 xã còn lại (Tam Hiệp, Liên Hiệp, Hiệp Thuận) nhập vào huyện Phúc Thọ, đều thuộc Hà Nội (Quyết định của Hội đồng Chính phủ ngày 17 tháng 2 năm 1979). Phần còn lại của huyện Quốc Oai vẫn ở lại tỉnh Hà Sơn Bình với tên gọi huyện Quốc Oai, gồm 16 xã: Cấn Hữu, Đồng Quang, Đông Yên, Hòa Thạch, Hoàng Ngô, Liệp Tuyết, Nghĩa Hương, Ngọc Liệp, Ngọc Mỹ, Phú Cát, Phú Mãn, Phượng Cách, Sài Sơn, Thạch Thán, Tuyết Nghĩa, Yên Sơn.
Ngày 23 tháng 12 năm 1988, thành lập thị trấn Quốc Oai trên cơ sở giải thể xã Hoàng Ngô.
Từ ngày 12 tháng 8 năm 1991 huyện Quốc Oai lại trở về với tỉnh Hà Tây. Các xã trước kia thuộc huyện Hoài Đức, Hà Nội cũng chuyển về huyện Quốc Oai. Riêng 3 xã Tam Hiệp, Liên Hiệp, Hiệp Thuận vẫn thuộc huyện Phúc Thọ. Như vậy, huyện Quốc Oai có 20 đơn vị hành chính gồm thị trấn Quốc Oai và 19 xã: Cấn Hữu, Cộng Hòa, Đại Thành, Đồng Quang, Đông Yên, Hòa Thạch, Liệp Tuyết, Nghĩa Hương, Ngọc Liệp, Ngọc Mỹ, Phú Cát, Phú Mãn, Phượng Cách, Sài Sơn, Tân Hòa, Tân Phú, Thạch Thán, Tuyết Nghĩa, Yên Sơn.
Ngày 1 tháng 8 năm 2008, giải thể tỉnh Hà Tây cũ, huyện Quốc Oai thuộc thành phố Hà Nội, và tiếp nhận thêm xã Đông Xuân từ huyện Lương Sơn tỉnh Hòa Bình theo quyết định của HĐND Thành phố Hà Nội mới (mở rộng).
Ngày 8 tháng 5 năm 2009, toàn bộ xã Đông Xuân được chuyển vào huyện Quốc Oai.
Ngày 1 tháng 1 năm 2025, sáp nhập xã Phượng Cách và xã Yên Sơn thành xã Phượng Sơn; sáp nhập xã Tân Hòa vào xã Cộng Hòa; sáp nhập xã Đại Thành và xã Tân Phú thành xã Hưng Đạo; sáp nhập xã Nghĩa Hương và xã Liệp Tuyết thành xã Liệp Nghĩa.
Như vậy, huyện Quốc Oai có 1 thị trấn và 16 xã.
Bắt đầu từ 1.7.2025, ngay sau khi hoàn thành sắp xếp đơn vị hành chính cấp xã thì Quốc Oai cũng sẽ nằm trong danh mục bị giải thể thường được tiến hành trên cả nước để kết thúc đơn vị hành chính cấp huyện. Kể từ đó, huyện Quốc Oai chính thức chia tay sau nhiều thế kỷ hình thành với nhiều vai trò hành chính khác nhau từ thời nhà Lý đến nay (622-30.6.2025).

## Hành chính
Huyện Quốc Oai có 16 đơn vị hành chính cấp xã trực thuộc, bao gồm thị trấn Quốc Oai (huyện lỵ) và 16 xã: Cấn Hữu, Cộng Hòa, Đồng Quang, Đông Xuân, Đông Yên, Hòa Thạch, Hưng Đạo, Liệp Nghĩa, Ngọc Liệp, Ngọc Mỹ, Phú Cát, Phú Mãn, Phượng Sơn, Sài Sơn, Thạch Thán, Tuyết Nghĩa.

## Di tích lịch sử
- Di tích quốc gia đặc biệt Chùa Thầy
- Đình So (Di tích quốc gia đặc biệt)[17]

## Giao thông
- Đại lộ Thăng Long
- Quốc lộ 21A cũ hay Đường Hồ Chí Minh
- Tỉnh lộ 421B

## Đường phố
- 17 tháng 8
- Chùa Thầy
- Đỗ Cảnh Thạc
- Hoàng Xá
- Phố Huyện
- Kiều Phú
- Phủ Quốc
- Đường 419
- Đường 421B
- Đại lộ Thăng Long

## Hạ tầng
Các tuyến xe buýt đi qua và đi từ địa bàn huyện Quốc Oai: 74 (Bến xe Mỹ Đình - Xuân Khanh), 87 (Bến xe Mỹ Đình - Quốc Oai - Xuân Mai), 88 (Bến xe Mỹ Đình - Hòa Lạc - Xuân Mai), 89 (Bến xe Yên Nghĩa - Thạch Thất - Bến xe Sơn Tây), 107 (Kim Mã - Làng văn hóa du lịch các dân tộc VN), 116 (Yên Trung (Thạch Thất) - KCN Phú Nghĩa), 117 (Hòa Lạc - Nhổn), 157 (Bến xe Mỹ Đình - Bến xe Sơn Tây), 163 (Bến xe Yên Nghĩa - Hoài Đức).

## Làng nghề
Các làng nghề, ngành nghề, nhóm nghề phụ ở huyện Quốc Oai phát triển nhiều ở nhóm mây tre đan và chế biến lương thực, thực phẩm:
- Nghề đan cót nan Văn Khê (Liệp Nghĩa)
- Nghề đan cót nan Văn Quang ([[Liệp Nghĩa)
- Chế biến gỗ, cót nan thôn Trại Ro (Tuyết Nghĩa)
- Nghề mộc, sơ chế gỗ Ngô Sài (thị trấn Quốc Oai)
- Đan lát, chẻ tăm hương Đồng Lư (Đồng Quang)
- Nghề dệt len mút ở Cộng Hòa
- Mây tre giang đan Đại Phu (Liệp Nghĩa)
- Mây giang đan Bái Nội (Liệp Nghĩa)
- Mây giang đan Bái Ngoại (Liệp Nghĩa)
- Nghề mộc dân dụng thôn Yên Quán (Hưng Đạo)
- Chể biến lương thực, thực phẩm miến Tân Hòa
- Nghề làm nón thôn Phú Mỹ (Ngọc Mỹ)
- Nghề đan cót nan thôn Muôn (Tuyết Nghĩa)
- Chế biến gỗ, cót nan Thế Trụ (Liệp Nghĩa)
- Mây giang đan Thông Đạt (Liệp Nghĩa)
- Mây giang đan Vĩnh Phúc (Liệp Nghĩa)
- Chế biến tinh bột, làm miến Cộng Hòa
- Nghề mộc thôn Ngọc Than (Ngọc Mỹ).